# Дмохи-Ренткі
Дмохи-Ренткі (пол. Dmochy-Rętki) — село в Польщі, у гміні Беляни Соколовського повіту Мазовецького воєводства.
Населення — 80 осіб (2011).
У 1975-1998 роках село належало до Седлецького воєводства.

## Демографія
Демографічна структура станом на 31 березня 2011 року:
|          | Загалом | Допрацездатний вік | Працездатний вік | Постпрацездатний вік |
| -------- | ------- | ------------------ | ---------------- | -------------------- |
| Чоловіки | 37      | 6                  | 24               | 7                    |
| Жінки    | 43      | 14                 | 18               | 11                   |
| Разом    | 80      | 20                 | 42               | 18                   |